# Muntele Kinabalu
Mount Kinabalu este un munte proeminent de pe insula Borneo în sud-estul Asiei. Acesta este situat în Malaysia de Est, în statul Sabah și este protejat ca sit al Patrimoniului Mondial, sub numele Kinabalu National Park.